# Dendronephthya purpurea
Dendronephthya purpurea is een zachte koraalsoort uit de familie Nephtheidae. De koraalsoort komt uit het geslacht Dendronephthya. Dendronephthya purpurea werd in 1909 voor het eerst wetenschappelijk beschreven door Henderson. 